# Signis
Signis o Associació catòlica mundial per a la comunicació és una associació de fidels de l'Església Catòlica formada per professionals dels mitjans de comunicació, inclosa la ràdio, televisió, cinema, vídeo, Internet i noves tecnologies. És una organització sense ànim de lucre amb representació a més de 100 estats. Es formà el novembre de 2001 a través de la fusió de l'Organització Internacional Catòlica per al Cinema i l'Audiovisual (OCIC) i l'Associació Internacional Catòlica per a la Ràdio i la Televisió (Unda).
La Santa Seu reconegué oficialment Signis com una associació de fidels internacional segons un document publicat pel Consell pontifici per als Laics. L'organització de Signis inclou un representant del Consell pontifici per a les Comunicacions Socials, que és un departament de la Cúria romana. El representant del Consell pontifici per a les Comunicacions Socials present a les reunions de direcció de Signis és Claudia Di Giovanni, establerta a la Ciutat del Vaticà.
Signis és un òrgan consultiu de la UNESCO, el Consell Econòmic i Social de l'ONU i el Consell d'Europa.